# Денке, Кевин
Ауэке Стив Кевин Денке (фр. Ahoueke Steeve Kévin Denkey; родился 30 ноября 2000, Ломе) — тоголезский профессиональный футболист, нападающий клуба «Цинциннати» и национальной сборной Того.

## Клубная карьера
Денке родился в Того, но в раннем возрасте переехал во Францию с родителями. Выступал за молодёжную команду «Касколь Уллен» из Лиона, в 2014 году стал игроком молодёжной академии клуба «Ним». В основном составе «Нима» Денке дебютировал 13 января 2017 года, выйдя на замену в матче французской Лиги 2 против «Гавра».
В январе 2019 года отправился в шестимесячную аренду в клуб «Безье». Провёл за него 11 матчей и забил 1 мяч в третьем французском дивизионе.
Перед началом сезона 2019/20 вернулся в «Ним», став игроком основного состава. 25 августа 2019 года забил свой первый гол за «Ним» в матче Лиги 1 против «Монако».

## Карьера в сборной
В 2018 году Денке сыграл за сборную Того до 20 лет на Тулонском турнире, забив два мяча в трёх матчах.
9 сентября 2018 года Денке дебютировал за первую сборную Того в матче отборочного турнира к Кубку африканских наций против Бенина. 12 октября 2018 года забил свой первый гол за сборную в игре против Гамбии.